# Nicolaï Bigo
Pour les articles homonymes, voir Nicolaï et Bigo.
Nicolaï, pseudonyme de Nicolas Bigo, est un peintre français né en 1955 à Lille (Nord).

## Biographie
Nicolaï suit des études d’arts graphiques à l’Institut Saint-Luc de Tournai, puis commence à peindre en 1977, dans la mouvance de la Figuration narrative. Il rencontre Georges Mathieu lors de sa première exposition en 1977 au Casino-Kursaal d’Ostende. 
En 1999, il effectue un séjour de six mois à Rome dans le cadre de la Fondation Wicar. Puis en 2004, il est invité à exposer ses œuvres dans le cadre de Lille 2004, Capitale Européenne de la Culture.

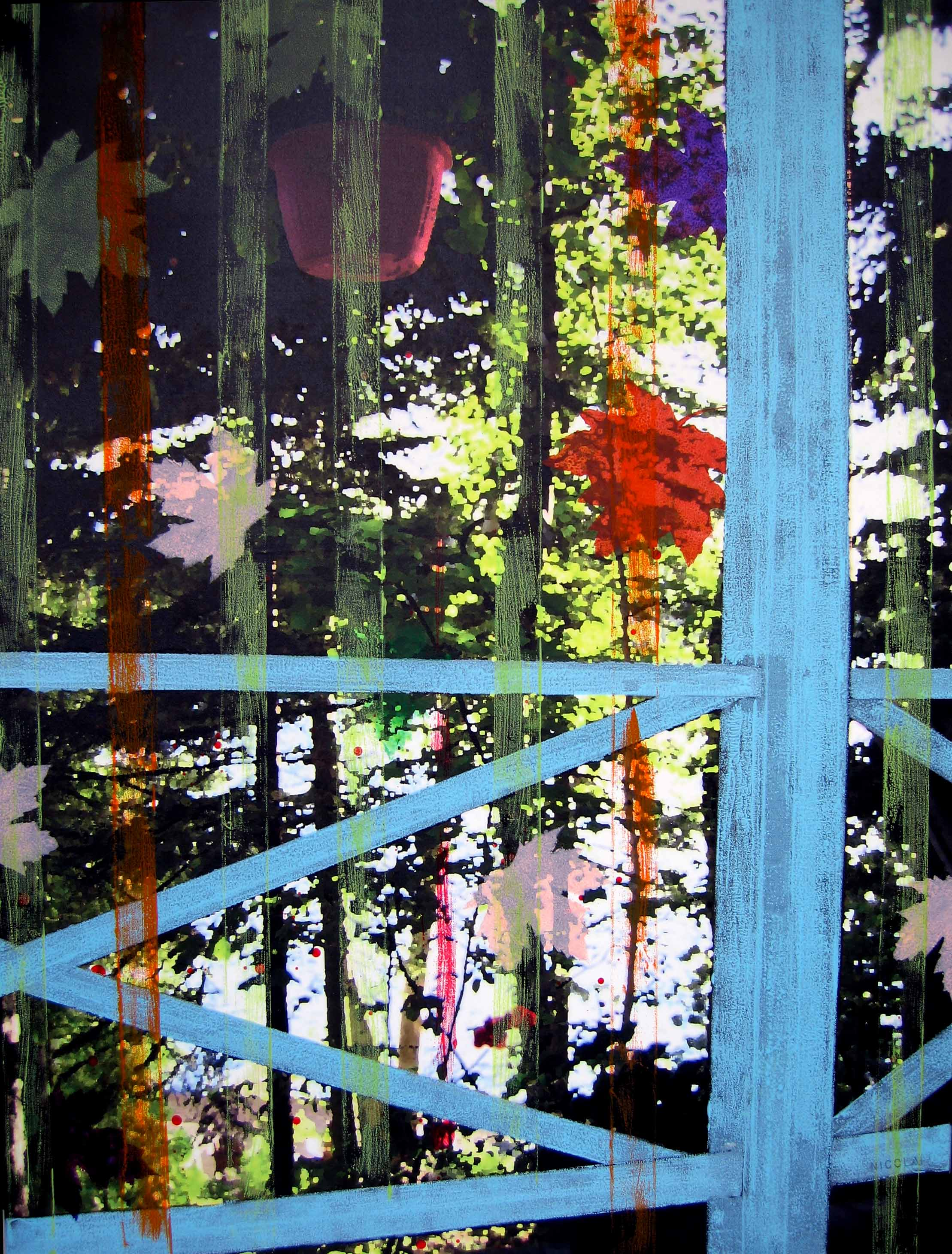
Summer in Laurentides, acrylique sur toile, 130x97cm, Nicolaï Bigo, ADAGP, 2023

La peinture de Nicolas, formelle et esthétique, qui évoluera vers un réalisme Pop-art,,  met en scène des thèmes récurrents : architectures, mobilier, animaux, végétaux dans une atmosphère étrange et atemporelle. De cette façon, Nicolaï pose la question de l’enfermement de l’Homme dans sa solitude urbaine et contemporaine.
Ses œuvres sont présentes dans les collections du Fonds national d'art contemporain, du Lille Métropole Musée d'art moderne, d'art contemporain et d'art brut et du LAAC, Lieu d'art et action contemporaine de Dunkerque.

## Principales œuvres
Œuvres peintes

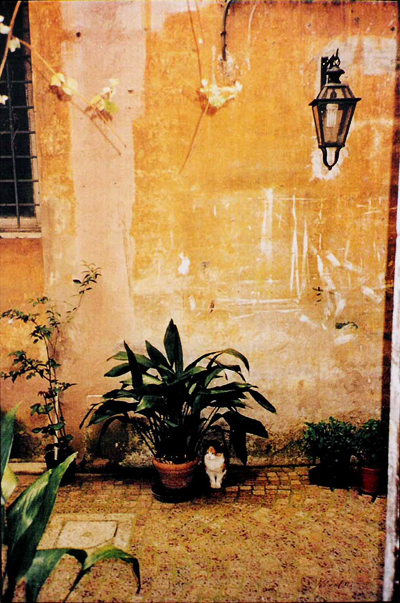
Via del vantaggio, pigment print sur toile, 195x130cm, Nicolaï Bigo, Hôtel de ville de Lille, 2000

- Un magot sur le muret (1980), Lille Métropole Musée d'art moderne, d'art contemporain et d'art brut[11].
- Riviera (1982), Fonds national d'art contemporain[12].
- Un boudoir à Moulinsart, Hommage à Tintin, Lieu d'art et action contemporaine de Dunkerque, 1984[13].
- Via del vantaggio (2000), Hôtel de ville de Lille.

## Rétrospective
Nicolaï, rétrospectice estivale 2024 : Exposition d'oeuvres réalisées de 1989 à 2024, au Jardin du Minorelle à Marcq-en-Baroeul (Nord, France) ,.

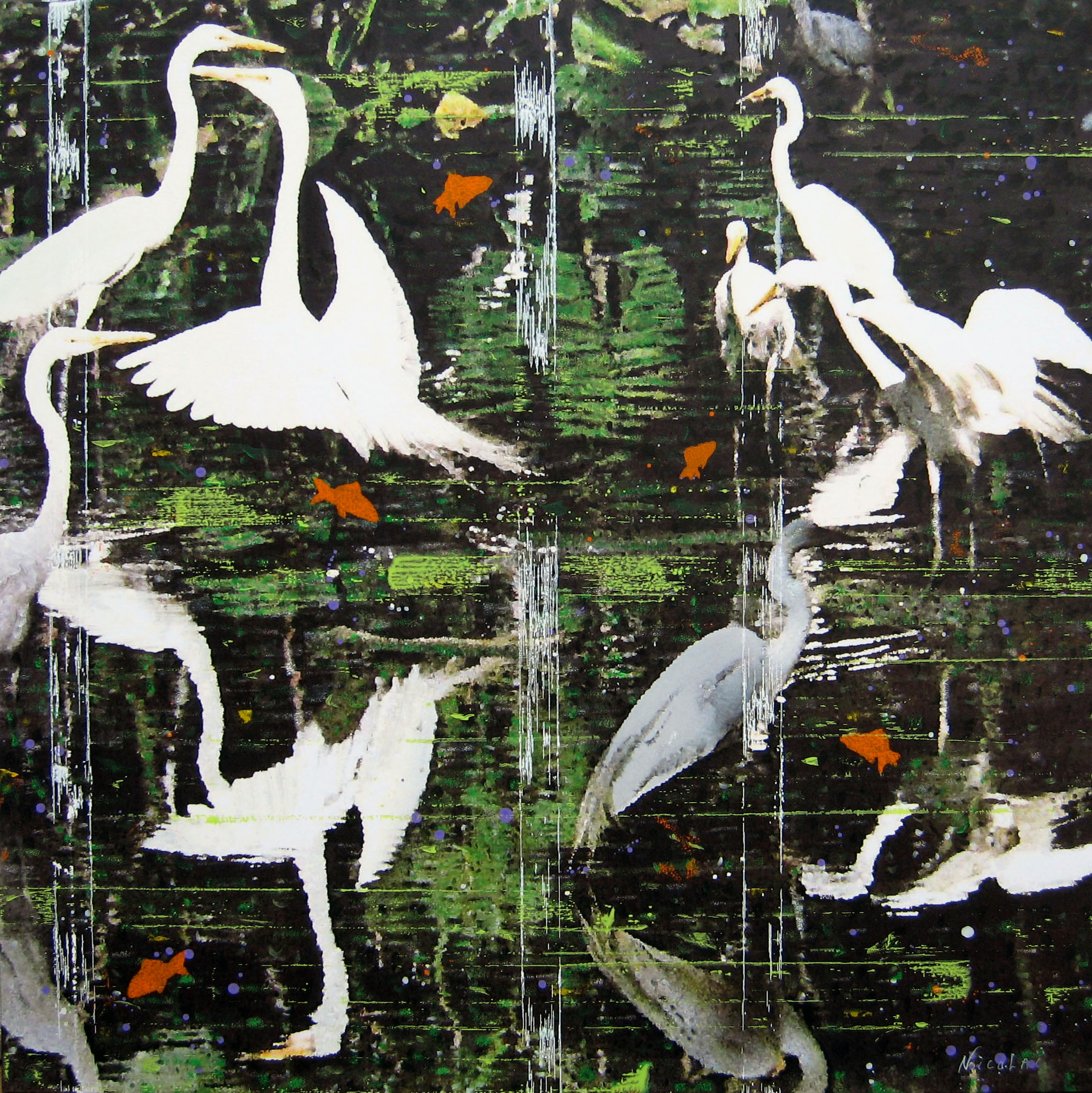
La pêche miraculeuse, acrylique sur toile, 130x130cm, Nicolaï Bigo, ADAGP, 2023